# Sozialistischer Bund (1962)
Der Sozialistische Bund (SB) ging 1962 aus der Sozialistische Förderergesellschaft der Freunde, Förderer und ehemaligen Mitglieder des Sozialistischen Deutschen Studentenbundes e.V. (SFG) hervor und bestand bis 1969. Er beanspruchte, Sammelbewegung der Neuen Linken in der Bundesrepublik Deutschland zu sein, obwohl seine Mitglieder einen traditionellen, an der SPD orientierten, Linkssozialismus vertraten. Die Sozialistische Förderergesellschaft war 1961 zur Unterstützung des Sozialistischen Deutschen Studentenbundes (SDS) in den Auseinandersetzungen mit der SPD gegründet worden.

## Vorgeschichte
In den 1950er Jahren war, auch unter dem Einfluss älterer Linkssozialisten, wie Wolfgang Abendroth, Fritz Lamm, Leo Kofler und Ossip K. Flechtheim, ein linker Flügel des SDS entstanden. Der beteiligte sich ab 1958 an der Kampagne Kampf dem Atomtod gegen die damals von Bundeskanzler Konrad Adenauer und Verteidigungsminister Franz Josef Strauß angestrebte Aufrüstung der Bundeswehr mit Atomwaffen. Diese Kampagne wurde maßgeblich von der SPD unterstützt, doch während der Vorbereitung zum Studentenkongress gegen Atomrüstung kam es 1959 zu ersten Konflikten des SDS mit der Mutterpartei. Während der Veranstaltung eskalierte die Auseinandersetzung. Vor dem Hintergrund der Berlin-Krise hatte die studentische Veranstaltung eine hohe symbolische Bedeutung. Die vom Kongress mit großer Mehrheit verabschiedete Resolution zur Wiedervereinigung hatte nach Auffassung des anwesenden Parteivertreters Helmut Schmidt eindeutig kommunistische Züge, die Resolution enthielt den Begriff „interimistische Konföderation“. Der SPD-Parteivorstand verurteilte die Resolution scharf und forderte den SDS-Bundesvorstand zur Distanzierung auf.
In den folgenden Monaten gab es im Studentenverband heftige Auseinandersetzungen um die Resolution. Eine Mittelgruppe um Wolfgang Hindrichs, Michael Mauke, Klaus Meschkat, Monika Mitscherlich (später Seifert) und Jürgen Seifert wandte sich mit Unterstützung von Abendroth, Lamm und Peter von Oertzen gegen die, nach ihrer Auffassung, überzogene Kritik des SPD-Vorstandes. Der parteinahe rechte Flügel des SDS spaltete sich ab und gründete den Sozialdemokratischen Hochschulbund (SHB), der von der SPD unterstützt wurde. Die SPD-Zusammenarbeit mit dem SDS wurde eingefroren, es gab keine finanziellen Zuwendungen mehr. Daraufhin versuchte der SDS, die Vorwürfe des Parteivorstandes zu entkräften und beschloss 1960 den Ausschluss der konkret-Mitarbeiter um Ulrike Meinhof, um so den Verdacht östlicher Infiltration zu zerstreuen. Auch die Mitarbeit bei der Vereinigung unabhängiger Sozialisten und der Deutschen Friedens-Union untersagte der SDS seinen Mitgliedern, was zu zahlreichen weiteren Ausschlüssen führte. Doch es gelang dem SDS nicht, das Vertrauen der SPD wiederzugewinnen. Jürgen Seifert, seit Herbst 1958 Mitglied im fünfköpfigen SDS-Bundesvorstand berichtet, dass unter dem Einfluss von Oertzens bereits beschlossen war, den SDS aufzulösen, um die SPD-Mitgliedschaft zu behalten. „Doch von Herbert Wehner, Helmut Schmidt und anderen wie der letzte Dreck behandelt, verhielten wir uns ‚existentialistisch‘“. Der SDS wurde nicht aufgelöst.

## Sozialistische Förderergesellschaft
Die Ausgrenzung des SDS erzeugte Widerstand bei linken Sozialdemokraten und der Partei nahestehenden Intellektuellen. Von einem Frankfurter Kreis ausgehend konstituierte sich im Mai 1961 das Vorbereitungskomitee zur Gründung einer Förderergemeinschaft für den Sozialistischen Deutschen Studentenbund und ging mit einem Aufruf an die Öffentlichkeit. Darin wurde um Spenden für den SDS gebeten, der nach rückwirkender Sperre von Mitteln aus dem Bundesjugendplan in finanzielle Schwierigkeiten geraten war. Weiter hieß es im Aufruf, man werde sich ansonsten in die Auseinandersetzungen zwischen SPD und SDS nicht einmischen. Unterzeichner des Aufrufs waren neben anderen: Wolfgang Abendroth, Heinz Brakemeier, Heinrich Düker, Helga Einsele, Ossip K. Flechtheim, Fritz Lamm und Heinz Maus. Am 8. Oktober 1961 wurde dann die SFG gegründet. 260 Förderer hatten sich im Anschluss an einen Delegiertenkonferenz des SDS in Frankfurt zur Gründungsversammlung zusammengetan.
Wenige Tage davor hatte der SPD-Parteivorstand in einem Rundschreiben alle Parteimitglieder vor einer Beteiligung an der SFG gewarnt. Am 11. November 1961 folgte dann der Beschluss, nach dem die Mitgliedschaft im SDS oder der SFG unvereinbar mit der in der SPD sei. In einem Brief an den SPD-Vorsitzenden Erich Ollenhauer warf Abendroth daraufhin der SPD vor, Parteiloyalität nach dem Vorbild des demokratischen Zentralismus einzufordern.
Wegen des drohenden Parteiausschlusses zogen sich Willy Boepple, Erich Gerlach, Heinz Langerhans, Peter von Oertzen und andere aus der SFG zurück. Abendroth, Lamm, Georg Jungclas sowie die Mehrheit der Mitglieder der SFG sahen für weitere taktische Kompromisse mit der SPD keinen Spielraum mehr und traten aus der SPD aus oder ließen sich aus ihr ausschließen. Die durch Rückzüge freigewordenen Plätze im geschäftsführenden Vorstand und im Kuratorium der SFG wurden mit Adolf Brock, Wolfgang Hindrichs und Johannes Agnoli besetzt.
Die SFG folgte anfangs ganz der Linie Abendroths, nach der Gewerkschaften und SPD die wichtigsten Kräfte im Ringen um eine demokratische und freiheitlich-sozialistische Umgestaltung der Gesellschaft seien. Die Arbeit von SDS und SFG habe sich auf die Erarbeitung geistigen Rüstzeugs für die Gesamtbewegung zu beschränken. Dieses Selbstverständnis entsprach aber nicht dem der gesamten SFG. Deren Sekretär Heinz Brakemeier und Heinz-Joachim Heydorn bemühten sich, die SFG zu einer sozialistischen Organisation mit weitergehenden Zielen auszubauen. Sie beantragten zur zweiten Hauptversammlung der SFG, diese in Sozialistischer Bund – Neue Linke umzubenennen. In ihrem Antrag hieß es, der Sozialistischer Bund – Neue Linke solle, theoretisch und praktisch, die Voraussetzungen für die Entstehung einer neuen sozialistischen Kraft in der Bundesrepublik zu schaffen.
Zu diesen Pläne gab es schon vor der Hauptversammlung Widerspruch, Teile von SFG und SDS, an erster Stelle Fritz Lamm, fürchteten die Neugründung einer sozialistischen Partei, was bei nur 320 SFG-Mitgliedern zum Scheitern verurteilt sei.

## Sozialistischer Bund
Auf seiner zweiten Hauptversammlung am 5. und 6. Oktober 1962 beschloss die SFG dann eine Satzungsänderung und damit die Umbenennung in Sozialistischer Bund. Die Satzungsänderung wurde zwar mit großer Mehrheit angenommen, führte aber trotzdem zu einer erneuten Abspaltung: Hindrichs, Jürgen und Monika Seifert, Thomas von der Vring und Brock zogen sich aus der Arbeit des SB zurück und unterstützen den SDS direkt. Lamm blieb zwar noch regional in Stuttgart für den SB tätig, beteiligte sich aber nur noch sporadisch an dessen bundesweiten Initiativen.
SB-Vorsitzender wurde Abendroth, Brakemeier blieb geschäftsführender Sekretär. 1963 wurde er von Osspi K. Flechtheim in einem Brief ermahnt, man solle nicht versuchen, Aktionen und Massenveranstaltungen im alten Stil zu organisieren. Auch Abendroth intervenierte gegen Parteigründungsinitiativen des Geschäftsführers und stellte fest, dass für die Entwicklung des SB nur geringer Spielraum vorhanden sei. Von einigen SDS-Mitgliedern wurde befürchtet, dass sich die ehemalige Förderergesellschaft zu einer Partei entwickeln werde, die über den Status einer Politsekte nie hinauskomme.
An Protestaktionen, wie etwa zur Spiegel-Affäre 1962, beteiligte sich der SB, wurde aber als eigenständige Organisation nicht wahrgenommen. Mit dem SDS gab es scharfe Konflikte um die Verwendung des Begriffs Neue Linke. Thomas von der Vring warf dem SB Etikettenschwindel vor, weil seine Mitglieder an den tradierten sozialdemokratischen Ideologien und Riten festhielten. Das Bekenntnis des SB zur Neuen Linken sei ein rhetorischer Trick, eine Revision von Theorie und Praxis fehle. Daraufhin wurde im SB 1963 das Selbstverständnis der Organisation diskutiert. Abendroth riet erneut dazu, selbstständiges Auftreten des SB auf solche Gelegenheiten zu beschränken, bei denen die Organisation die Zustimmung und Beteiligung größerer Gruppen zu erwarten sein. Er sah die primäre Aufgabe des Bundes weiterhin darin, ein Intellektuellen-Netzwerk zur Unterstützung des SDS zu sein.
Danach trat der SB kaum noch in Erscheinung, abgesehen von zwei größeren Kongressen, die gemeinsam mit dem SDS veranstaltet wurden: Der heutige Kapitalismus – die Rüstungswirtschaft – die westeuropäische Arbeiterbewegung (1963) und Formierte Gesellschaft oder Wirtschaftsdemokratie (1966). Doch obwohl es einen ständigen Austausch mit dem SDS-Bundesvorstand gab, wuchs die Distanz zum stärker antiautoritär geprägten Studentenverband.
Der SB beteiligte sich noch an den Bemühungen für ein linkes Wahlbündnis unter Einbeziehung von Kommunisten zur Bundestagswahl 1969 (Sozialistisches Zentrum), die aber nach der Parteinahme der Kommunisten für die Niederschlagung des Prager Frühlings und der überraschenden Gründung der DKP aufgegeben wurden. In Konkurrenz zu den Bemühungen für ein Sozialistisches Zentrum entstand 1968 die Aktion Demokratischer Fortschritt (ADF), für die sich Abendroth öffentlich positionierte, um Kontakte zu Kommunisten nicht abreißen zu lassen. Damit aber war jegliche Bündnismöglichkeit mit dem sozialdemokratischen Lager gefährdet. Der SB war dadurch und noch stärker durch die rasante Entwicklung der 68er-Bewegung der Neuen Linken von der Dynamik der Ereignisse überrollt worden und löste sich 1969 auf.

## Rückblickende Bewertung
Laut Philipp Kufferath konnte sich der Sozialistische Bund weder als intellektueller Theoriezirkel noch als aktivistische Organisation nachhaltig etablieren. Trotzdem leistete der SB wichtige Hilfestellungen für den SDS. Gregor Kritidis befindet, dass der SB weder politische Impulse als Organisation geben konnte, noch einen Beitrag zur theoretischen Neuorientierung. Dennoch habe er eine wichtige Funktion erfüllt: Als Sammelbecken der älteren Generation von Sozialisten habe er wichtige Orientierung gegeben, auf die sich jüngere Sozialisten – „wenn auch teilweise polemisch ablehnend“ – beziehen konnten, um ihre eigenen Positionen schärfen zu können.